# Lan Wright
Lionel Percy Wright (als Autor bekannt als Lan Wright; geboren am 8. Juli 1923 in Watford, Hertfordshire; gestorben am 1. Oktober 2010 in Colney Heath bei St Albans, Hertfordshire) war ein britischer Science-Fiction-Autor.

## Leben
Wright war der Sohn des Bahnbeamten Percy Robert Wright und von Frances Ethel, geborene Fothergill. Nach dem Besuch der Watford Centre School und des Pupil Teacher Centre arbeitete er von 1940 an als Einkäufer für British Railways. Von 1942 bis 1946 diente er in der Royal Navy. 1949 heiratete er Betty Foster. Ab 1967 war er Abteilungsleiter im Einkauf für die Elektrogerätefirma Haden Electrical Ltd.
Wrights erste Science-Fiction-Erzählung Operation Exodus erschien im Januar 1952 in dem SF-Magazin New Worlds. In den folgenden Jahren bis 1968 veröffentlichte er drei Dutzend Kurzgeschichten und sechs Romane, darunter die Kurzgeschichtenserie um Johnny Dawson, in der es um Intrigen zwischen der Erde und dem Planeten Luther geht. Die ersten vier dieser Geschichten wurden in Assignment Luther (1963, deutsch als Die feindlichen Mächte) als Fix-up zusammengefasst. Seine Romane erschienen bis auf den letzten (The Pictures of Pavanne, 1968) auch in deutscher Übersetzung.
2010 ist Wright im Alter von 87 Jahren gestorben.

## Bibliografie
Sind bei den Originalausgaben zwei Erscheinungsjahre angegeben, so ist das erste das des Erstdrucks und das zweite das der Erstausgabe (als Buch).
Johnny Dawson (Kurzgeschichten)
- Fair Exchange (1955)
- The Con Game (1955)
- All That Glitters (1957)
- Mate in One (1957)
- Joker’s Trick (1959)
- The Jarnos Affair (1960)
- Assignment Luther (1963, Roman)
  - Deutsch: Die feindlichen Mächte. Moewig (Terra #360), 1964.

Romane
- Who Speaks of Conquest? (1956, 1957)
  - Deutsch: Menschheit im Aufbruch. Übersetzt von Anne Steul. Balowa / Gebrüder Zimmermann (Balowa Bestseller des Kosmos), 1958. Auch als: Moewig (Terra #141/142), 1960 (gekürzt).[1]
- A Man Called Destiny (1958)
  - Deutsch: Der wichtigste Mann im All. Pabel (Utopia-Großband #129), 1960.
- Dawn’s Left Hand (1963, auch als Exile From Xanadu, 1964, auch als Space Born)
  - Deutsch: Im Weltraum geboren. Moewig (Terra #448), 1966.
- The Last Hope of Earth (1965, auch als The Creeping Shroud)
  - Deutsch: Der Stern der Hoffnungslosen. Moewig (Terra #458), 1966.
- The Pictures of Pavanne (1968, auch als A Planet Called Pavanne)

Kurzgeschichten
- Operation Exodus (1952)
- “Heritage” (1952)
- “The Legacy” (1952, als Jerome Strickland)
- Project – Peace! (1952)
- Insurance Policy (1953)
- The Long Trek (1953)
  - Deutsch: Der Weg ohne Ende. In: Walter Ernsting (Hrsg.): Utopia-Sonderband, #1. Pabel, 1955.
- … Is No Robbery (1953)
- “We’re Human Too” (1953)
- The Human Element (1953)
- The Conquerors (1954)
- The Ethical Question (1954)
- Cul-De-Sac (1954)
- Strangers in the Town (1954)
- The Messengers (1954)
  - Deutsch: Kurierdienst Galaxis. Pabel (Utopia-Zukunftsroman #254), 1960.
- Counterpoint (1955)
- Wishes Three (1956)
- Time Will Tell (1956)
- And Earthly Power … (1957)
- Vanishing Trick (1957)
- Dream World (1957)
- And So Farewell (1957)
- Out of Thin Air (1957)
- Proving Ground (1957)
- Conquest Deferred (1957)
- The Easy Way (1959)
- The First Return (1960)
- Transmat (1960)
- Star Light, Star Bright (1961)
- Should Tyrone Fail (1961)
- The End of the Line (1961)
- A Task for Calvi (1963)